# Klara Dan von Neumann
Klara Dan von Neumann   (Budapest, 18 d'agost de 1911 - San Diego, 10 de novembre de 1963), nascuda Dán Klára, fou una informàtica teòrica hongaresoestaunidenca, considerada una de les primeres programadores d'ordinadors.

## Primers anys
Va néixer a Budapest el 18 d'agost de 1911, en una rica família jueva, filla de Károly Dán (Diamant) i Kamilla Stadler. El seu pare havia servit prèviament a l'exèrcit austrohongarès com a oficial durant la Primera Guerra Mundial, i la família es va traslladar a Viena per escapar de la República Soviètica Hongaresa de Béla Kun. Un cop derrocat el règim, la família es va traslladar de nou a Budapest. La seva família era rica i sovint feia festes on Dán es reunia amb molta gent.
A 14 anys, Dán es va convertir en campiona nacional de patinatge artístic. Va assistir al Veres Pálné Gimnázium a Budapest i es va graduar el 1929.
Dán es va casar amb Ferenc Engel el 1931 i Andor Rapoch el 1936. Va conèixer el matemàtic hongarès John von Neumann durant un viatge que va fer a Budapest abans de l'esclat de la Segona Guerra Mundial. El 1938, el primer matrimoni de von Neumann va acabar en divorci, i Dán es va divorciar de Rapoch per casar-se amb ell.

## Treball
Després de les seves noces, Dán va emigrar als Estats Units amb von Neumann, on va exercir de professor a la Universitat de Princeton. El 1943, von Neumann es va traslladar al Laboratori Nacional de Los Alamos a Nou Mèxic per treballar en càlculs com a part del Projecte Manhattan Dán va romandre a Princeton fins al 1946, treballant a l'Oficina d'Investigació de la Població de la universitat.
Després de la guerra, Dán es va unir a von Neumann a Nou Mèxic per programar la màquina MANIAC I, que podia emmagatzemar dades, dissenyada pel seu marit i Julian Bigelow. Després va treballar a l'ENIAC (Electronic Numerical Integrator and Computer) en un projecte amb von Neumann per produir la primera predicció meteorològica reeixida en un ordinador. Dán va dissenyar nous controls per a ENIAC i va ser-ne un dels seus principals programadors. Va formar un grup de persones extretes del Projecte Manhattan per emmagatzemar programes com a codi binari,
Després de la mort del seu marit per càncer el 1957, Dán va escriure el prefaci de les seves Conferències commemoratives de Silliman. Les conferències es van publicar el 1958 i posteriorment van ser editades i publicades per Yale University Press com a The Computer and the Brain.
Dán es va casar amb l'oceanògraf i físic Carl Eckart es va traslladar a La Jolla, Califòrnia. Va morir el 1963 en estranyes circumstàncies: després d'abandonar una festa en honor de la guanyadora del premi Nobel Maria Göppert-Mayer, el seu cos es va trobar a la platja de La Jolla. L'oficina del forense de San Diego va catalogar la seva mort com un suïcidi.